# Tieli
Tieli (铁力市S) è una città-contea della Cina, situata nella provincia di Heilongjiang e amministrata dalla prefettura di Yichun.